# Comunidade Intermunicipal do Tâmega e Sousa

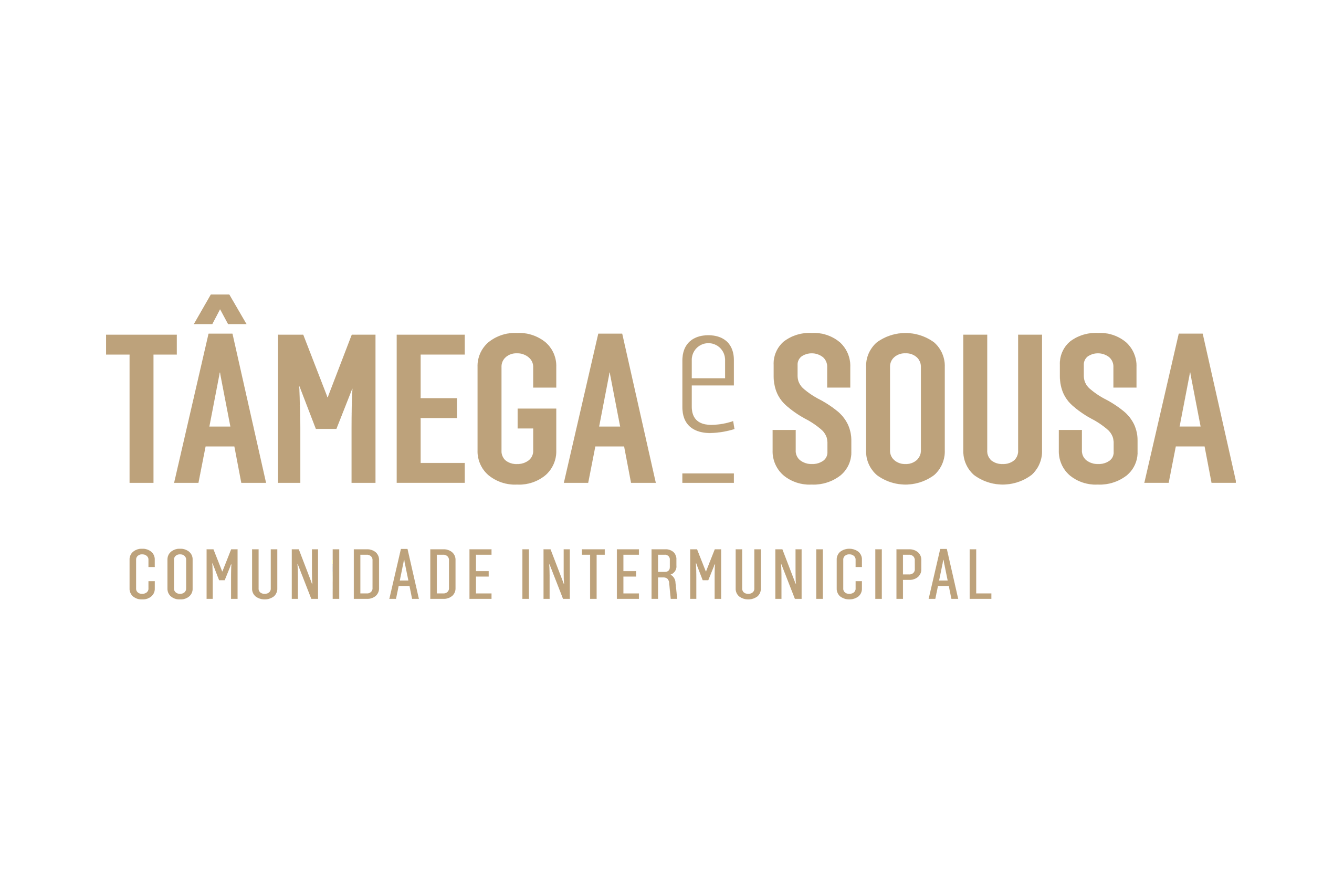
Bandeira

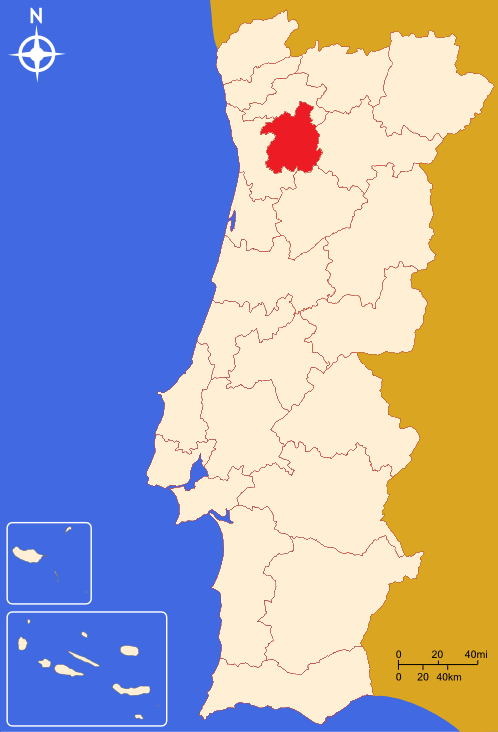
Comunidade Intermunicipal do Tâmega e Sousa

A Comunidade Intermunicipal do Tâmega e Sousa, também designada por CIM Tâmega e Sousa, é uma comunidade intermunicipal (CIM) de Portugal. É composta por 11 municípios. A área geográfica corresponde à NUTS III do Tâmega e Sousa.

## Municípios
| Município          | Área (em km²) | População (censos de 2021) |
| ------------------ | ------------- | -------------------------- |
| Amarante           | 301,3         | 52.116                     |
| Baião              | 174,5         | 17.534                     |
| Castelo de Paiva   | 115           | 15.597                     |
| Celorico de Basto  | 181,1         | 17.643                     |
| Cinfães            | 239,3         | 17.730                     |
| Felgueiras         | 115,7         | 55.855                     |
| Lousada            | 96,1          | 47.364                     |
| Marco de Canaveses | 201,9         | 49.546                     |
| Paços de Ferreira  | 71            | 55.595                     |
| Penafiel           | 212,2         | 69.629                     |
| Resende            | 123,3         | 10.051                     |
| Total              | 1831,4        | 432.915                    |